# Lithocarpus levis
Lithocarpus levis W.Y.Chun & C.C.Huang – gatunek roślin z rodziny bukowatych (Fagaceae Dumort.). Występuje naturalnie w południowych Chinach – w południowej części prowincji Kuejczou. 

## Morfologia
PokrójZimozielone drzewo dorastające do 10–15 m wysokości.
LiścieBlaszka liściowa jest nieco skórzasta i ma kształt od eliptycznego do owalnie eliptycznego. Mierzy 13–20 cm długości oraz 4–7 cm szerokości, jest całobrzega, ma klinową nasadę i spiczasty wierzchołek. Ogonek liściowy jest nagi i ma 10–15 mm długości.
OwoceOrzechy o kształcie od elipsoidalnego do niemal kulistego, dorastają do 10–14 mm średnicy. Osadzone są pojedynczo w miseczkach o elipsoidalnym kształcie, które mierzą 5–20 mm długości i 12–16 mm średnicy. Orzechy są całkowicie otulone w miseczkach.

## Biologia i ekologia
Rośnie w wiecznie zielonych lasach. Występuje na wysokości od 900 do 1500 m n.p.m. Kwitnie od sierpnia do września, natomiast owoce dojrzewają od września do października.